# Walton (Kansas)
Walton é uma cidade localizada no estado americano de Kansas, no Condado de Harvey.

## Demografia
Segundo o censo americano de 2000, a sua população era de 284 habitantes.
Em 2006, foi estimada uma população de 290, um aumento de 6 (2.1%).

## Geografia
De acordo com o United States Census Bureau tem uma área de
0,6 km², dos quais 0,6 km² cobertos por terra e 0,0 km² cobertos por água.

## Localidades na vizinhança
O diagrama seguinte representa as localidades num raio de 16 km ao redor de Walton.